# Lanjar
Lanjar là một đô thị thuộc tỉnh Ararat, Armenia. Dân số ước tính năm 2011 là 228 người.